# Trilocha myodes
Trilocha myodes is een vlinder uit de familie van de echte spinners (Bombycidae). De wetenschappelijke naam van de soort is voor het eerst geldig gepubliceerd in 1932 door Luther Shirley West.